# Point de rendez vous au milieu de l'océan Atlantique

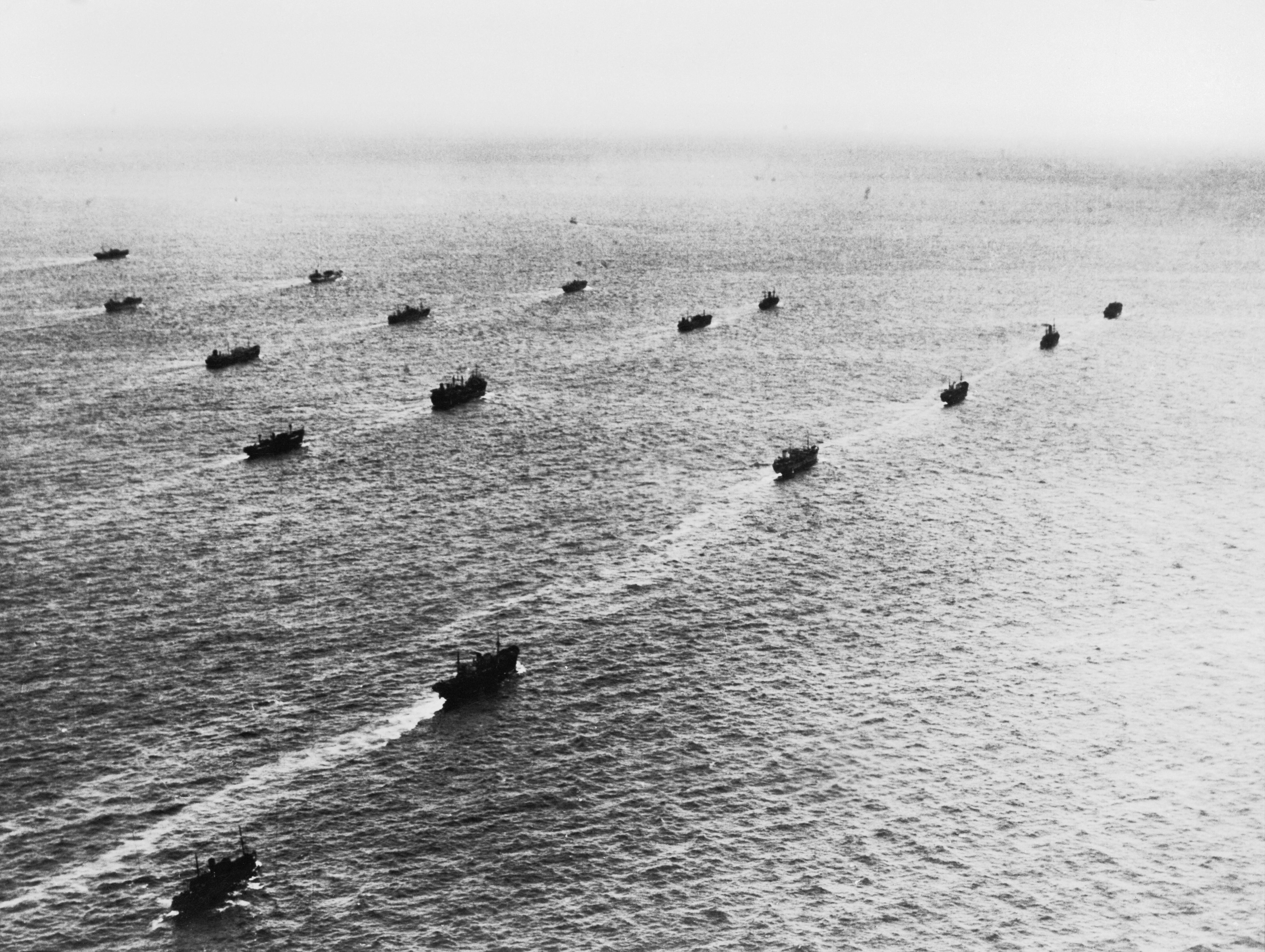
Les escortes se donnaient rendez-vous avec des convois comme celui-ci au milieu de l'océan.

Le point de rendez-vous au milieu de l'océan Atlantique était le nom d'un point au sud de l'Islande où les groupes d'escorte rencontraient les convois de navires marchands reliant Terre-Neuve aux îles Britanniques durant la Seconde Guerre mondiale. Le point de rencontre réel pourrait être différent pour chaque convoi, mais il se trouvait toujours au nord du 58e parallèle nord et à proximité de 35e méridien ouest.

## Contexte
Au cours des Première et Seconde Guerres mondiales, les navires marchands des Alliés naviguant sur l'Atlantique furent regroupés en convois pour mieux les protéger contre les attaques ennemies. Le type d'escorte dépendait de la menace perçue. Initialement, les escortes anti-sous-marines accompagnaient les convois uniquement aux environs des îles britanniques; tandis qu'un cuirassé, un croiseur, ou un croiseur auxiliaire accompagnait le convoi à travers l'océan central pour se défendre contre les cuirassés de poche ou des bâtiments marchands armés.
Comme les sous-marins de l'Axe patrouillaient plus loin que les côtes de l'Europe, il devenait difficile pour les escortes anti-sous-marins à courte rayon d’action d'accompagner un convoi tout au long  de la zone dangereuse. Il fut décidé d’assigner des segments d'itinéraire pour aux escortes de convois. Certains segments commençaient ou se sont terminaient près des bases navales où les escortes pouvaient facilement localiser le convoi qui leur avait été assigné. Les itinéraires de convoyage efficaces nécessitaient parfois des points de rencontre océaniques éloignés des bases.
L'assistance de la Marine royale canadienne permit d’avoir une escorte anti-sous-marine transatlantique à la fin de mai 1941. Les convois quittant la Nouvelle-Écosse étaient escortés jusqu'à un point de rencontre océanique ouest au large de Terre-Neuve où un second groupe d'escorte relevait le premier groupe d'escorte. Le deuxième groupe d'escorte accompagnait le convoi au point de rencontre au milieu de l’Atlantique au large de l'Islande, où un troisième groupe d'escorte relevait le deuxième groupe d'escorte. Le troisième groupe d'escorte accompagnait le convoi jusqu'à un point de rencontre océanique est à environ 18° Ouest, où le groupe d'escorte final rencontrait le convoi et l'accompagnait dans les atterrages occidentaux.

## Emplacement
Le point de rendez vous au milieu de l'océan Atlantique était toujours au nord de 58e parallèle Nord et à proximité du méridien 35e Ouest, mais un routage sans cesse modifié donnait à chaque convoi un point de rencontre quelque peu différent pour éviter de tomber dans une embuscade de sous-marins de l'Axe. L'Islande fournissait une base de ravitaillement pour les groupes d'escorte canadiens et de la Royal Navy entre les affectations d'escorte. Les troupes du Corps des Marines des États-Unis occupèrent l'Islande en juillet 1941; et la marine des États-Unis commença à escorter des navires d'approvisionnement entre les États-Unis et la garnison en Islande. En septembre 1941, la marine des États-Unis invita les convois à destination et en provenance des îles britanniques à rejoindre leurs convois d'approvisionnement en Islande et à bénéficier de la protection des destroyers de la marine américaine entre le point de rencontre océanique ouest et le point de rendez vous au milieu de l'océan Atlantique.
Après que les États-Unis eurent déclaré la guerre, la marine américaine suggéra de déplacer la route des convois vers le sud pour réduire la distance entre Terre-Neuve et les îles Britanniques afin qu'un seul groupe d'escorte de la Force d'Escorte au milieu de l’Atlantique puisse accompagner le convoi sur la partie ouest de l’Atlantique. Les navires à destination ou en provenance de l'Islande se réunissaient ou quittaient leurs convois à un point plus au sud que le point de rendez-vous au milieu de l'océan Atlantique. Ce point fut parfois identifiée comme le point de rencontre océanique islandais. Après le début des rassemblements des navires à New York plutôt qu'au port d'Halifax, le point de rencontre océanique d’Halifax fut établi au large d’Halifax pour les navires des convois BX (en) venant des ports de la Nouvelle-Angleterre et du Canada pour rejoindre ou quitter les convois transatlantiques.